# Sarmīte Ēlerte

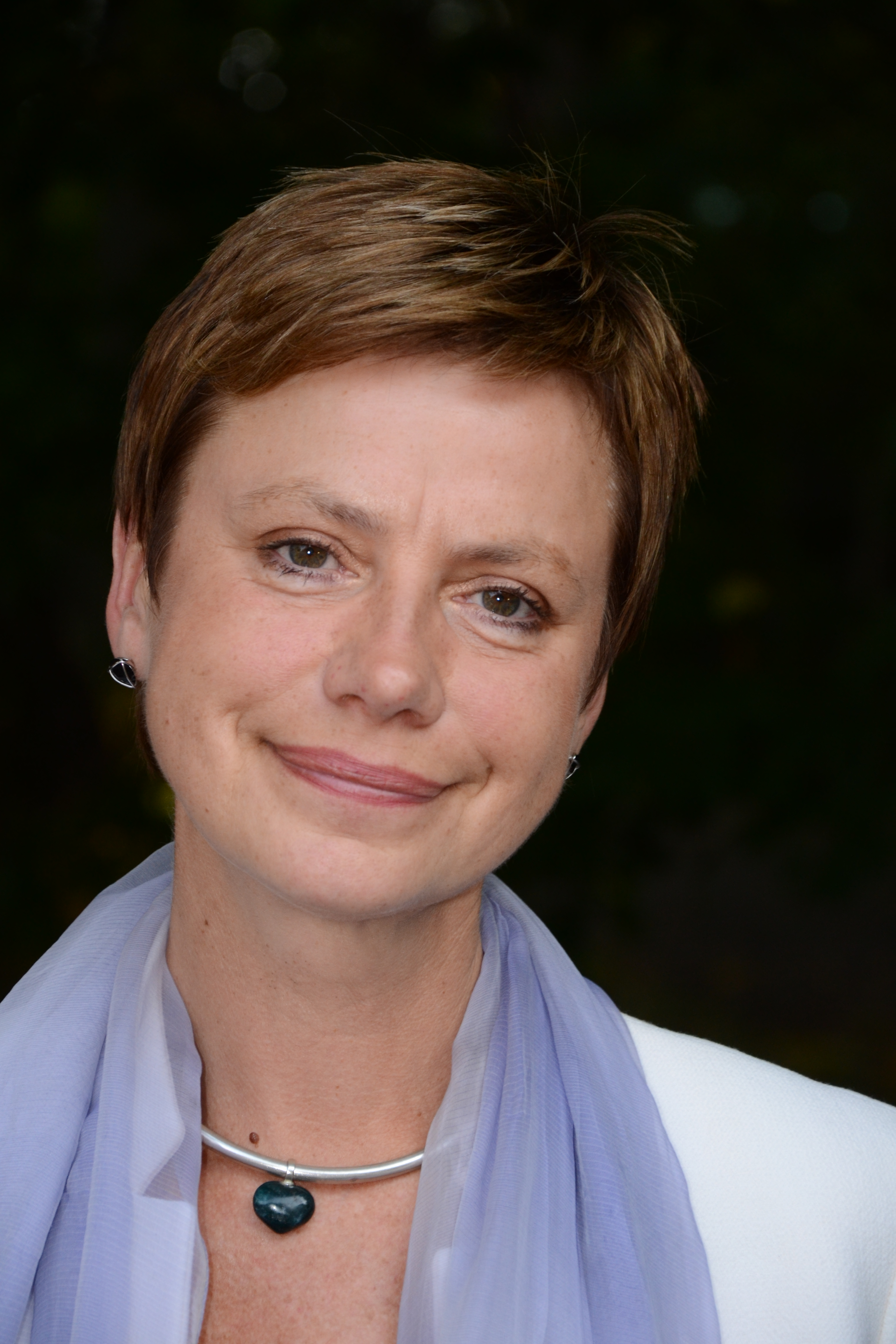
Sarmīte Ēlerte. Stockholm 2011.

Sarmīte Ēlerte (* 8. April 1957 in Riga) ist eine lettische Journalistin und Politikerin. Von 1992 bis 2008 war sie Chefredakteurin der Tageszeitung Diena, 2010 und 2011 war sie Ministerin für Kultur der Republik Lettland.

## Leben
Sarmīte Ēlerte besuchte die Sekundarschule Nr. 45 in Riga. Nach dem Abitur studierte sie Journalistik an der Lettischen Universität, sie schloss ihr Studium 1980 ab. In einem Fernstudium von 1983 bis 1988 am Staatlichen All-Unions-Institut für Kinematographie in Moskau erwarb sie sich einen Abschluss als Filmkritikerin. Von 1978 bis 1988 arbeitete sie für die Zeitschrift Literatūra un Māksla, wo sie neben anderen Aufgaben ab 1983 für den Bereich Kino, Fernsehen und Fotografie verantwortlich war. 1988 engagierte sie sich in der Einrichtung eines Informationszentrums der Lettischen Volksfront (Latvijas Tautas fronte). Nach dem Sieg der Volksfront bei den Wahlen im Jahr 1990 wurde Ēlerte Leiterin des Informationszentrums des Obersten Rates der Republik Lettland, eine Funktion, die sie bis 1991 bekleidete. 1990 wurde sie stellvertretende Chefredakteurin der Tageszeitung Diena, zwei Jahre später deren Chefredakteurin (bis 2008). 2007 gehörte sie zu den Gründungsmitgliedern des European Council on Foreign Relations, (ECFR), einer hauptsächlich von George Soros unterstützten Denkfabrik. Zuvor war sie bereits von 1993 bis 1996 Mitglied im Aufsichtsrat der lettischen Sektion der Soros-Stiftung und von 1997 bis 2006 deren Präsidentin gewesen. Seit 2009 ist Ēlerte Vorsitzende des Nationalen Rates für die Kultur.
Im Jahr 2007 war Sarmīte Ēlerte gemeinsam mit Sandra Kalniete treibende Kraft hinter der sogenannten Regenschirm-Revolution (Lietussargu revolūcija), die sich gegen die „Oligarchen“, die herrschenden Machtzirkel um Ainārs Šlesers, Aivars Lembergs und Andris Šķēle, richtete. Im Jahr 2009 war sie am Prozess der Konsolidierung der lettischen Mitte-rechts-Kräfte beteiligt, die in der Folge für die Wahlen zur 10. Saeima ein Wahlbündnis mit dem Namen Vienotība  eingingen. Bei diesen Wahlen kandidierte Sarmīte Ēlerte erfolgreich auf der Vienotība-Landesliste für Semgallen und zog in die Saeima ein. Am 3. November 2010 wurde Ēlerte Ministerin für Kultur im zweiten Kabinett Valdis Dombrovskis. Bei der Wahl zur 11. Saeima wurde sie nicht ins Parlament gewählt. Seit dem 1. Juni 2013 sitzt sie stattdessen im Stadtrat von Riga.

## Privates und Auszeichnungen
Sarmīte Ēlerte ist die Tochter von Elfrīda und Ansis Ēlerts, der während des Zweiten Weltkriegs Herausgeber der Zeitung Tautas balss (dt. Stimme des Volkes) war, die im Untergrund sowohl gegen die sowjetischen wie gegen die deutsche Besatzer agitierte. Ihr Bruder Ivars war von 1990 bis 1993 Mitglied des Obersten Rates der Republik Lettland. Sarmīte Ēlerte hat einen Sohn. Sie ist Mitglied des lettischen Verbandes der Kinematografen.
Ēlerte wurde 1998 der Königlich Norwegische Orden des heiligen Olav und 1999 der lettische Drei-Sterne-Orden dritter Klasse verliehen.